# Gustav Hermann von Alvensleben

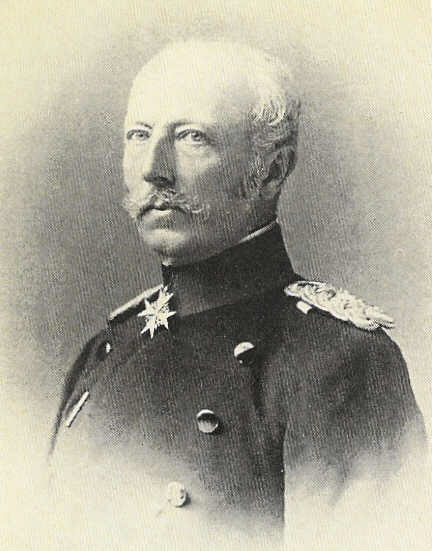
Tướng Gustav Hermann von Alvensleben

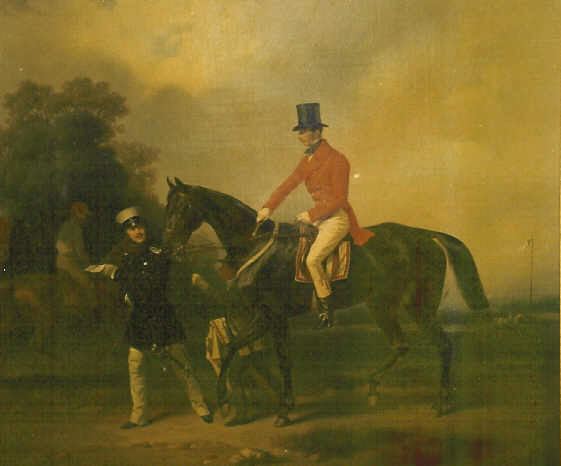
Gustav Hermann von Alvensleben trên lưng ngựa Brin d´Amour, họa phẩm của Franz Krüger

Gustav Hermann von Alvensleben (17 tháng 1 năm 1827 tại Rathenow – 1 tháng 2 năm 1905 tại Möckmühl) là một Thượng tướng Kỵ binh Phổ, đồng thời là Hiệp sĩ Huân chương Đại bàng Đen. Ông đã từng tham chiến trong ba cuộc chiến tranh thống nhất nước Đức kể từ năm 1864 cho đến năm 1871.

## Tểu sử
Gustav Hermann von Alvensleben sinh vào tháng 1 năm 1827, ở Rathenow, trong gia đình quý tộc người Hạ Đức Alvensleben. Là con trai thứ hai của Thượng tướng Kỵ binh Gebhard Karl Ludolf von Alvensleben với bà Eugenia von Oppell, ông đã đi học tại các trường thiếu sinh quân ở Potsdam và Berlin ngay khi 11 tuổi, rồi được phong cấp hàm Thiếu úy năm 17 tuổi, và được thăng tiến nhanh chóng trong sự nghiệp quân sự của mình. Ngay từ thuở thiếu thời, ông đã trở nên nổi tiếng như một tay lái ngựa kỳ cựu. Với cấp bậc Trưởng quan kỵ binh (Rittmeister) trong Trung đoàn Thương kỵ binh Cận vệ số 3, Alvensleben, trên lưng con ngựa thiến già Cocktail của mình, đã giành chiến thắng trước 16 đối thủ và được nhận Phần thưởng Vinh dự của nhà vua Wilhelm I trong cuộc đua ngựa đầu tiên của quân đội Phổ tại Treskowschen Feldmark ở Vorwerk "Karlshorst", khởi đầu và lúc 10 giờ sáng ngày 24 tháng 6 năm 1862. Cuộc đua này là sự kiện chính thức mở đầu biên niên sử môn đua ngựa ở Karlshorst. Khoảng năm 1855, Franz Krüger đã cho ra mắt một tác phẩm hội họa mô tả Alvensleben trên lưng con ngựa Brin d’Amour của ông.
Trong các cuộc Chiến tranh Đức-Đan Mạch năm 1864, Chiến tranh Bảy tuần năm 1866 và Chiến tranh Pháp-Đức các năm 1870 – 1871, ông đã thể hiện khả năng của mình như một chỉ huy kỵ binh và được nhiều huân chương cao quý, trong đó cả phần thưởng quân sự cao quý nhất của Phổ, Huân chương Thập tự Xanh vào năm 1871 vì đã thể hiện lòng dũng cảm đặc biệt trong chiến dịch ở Pháp. Ba năm sau (1874), ông được lên quân hàm Thiếu tướng, sau đó vào năm 1880 ông được thăng chức Trung tướng và Sư đoàn trưởng. Sáu năm sau (1886), ông được lên chức Thượng tướng Kỵ binh và Tướng tư lệnh Quân đoàn XIII (Württemberg). Sau khi thống lĩnh quân đoàn được bốn năm, ông giải ngũ vào năm 1890, và được trao tặng Huân chương Đại bàng Đen – phần thưởng cao quý nhất của Phổ, vì những cống hiến của ông trong cả thời chiến lẫn thời bình.
Alvensleben là đồng chủ nhân của điền trang Woltersdorf gần Magdeburg tại Sachsen-Anhalt, nhưng phải bán điền trang này vào năm 1881 để trả một khoản nợ đã tồn tại từ cuộc Chiến tranh Giải phóng Đức năm 1813. Người anh/em trai của ông là Kiểm lâm trưởng (Oberforstmeister) Gebhard Nikolaus von Alvensleben.
Vào năm 1887, ông kết hôn với bà Gabriele Freiin von Berlichingen – khi ấy mới 18 tuổi, xuất thân từ Jagsthausen. Cuộc hôn nhân này đã mang lại cho họ hai người con: Achaz von A. (1888 – 1976) và Oda (1889 – 1924), người đã kết hôn với Tiến sĩ Luật Paul Arni, luật sư Thụy Sĩ. Vào năm 1902, Alvensleben trở thành kiếm được của Lâu đài Möckmühl (Württemberg) gần Jagsthausen, còn được biết đến với tên gọi là "Götzenburg"; ông đã tái thiết lâu đài này và biến nó thành dinh thự của mình, nơi ông từ trần vào ngày 1 tháng 2 năm 1905.